# William Goldring
William Goldring ( 1854 - 1919) fue un arquitecto, botánico y paisajista inglés. En 1875, Goldring arribó al Royal Botanic Gardens, Kew, donde estuvo a cargo de su "Departamento de Herbáceas.
Como paisajista realizó numerosas realizaciones en su país y en Francia, India, Gales, EE. UU., con más de 700 diferentes proyectos de jardines solo en Inglaterra., trabajando tanto para particulares como para entes públicos creando parques públicos.

## Honores
Dirige las publicaciones The Garden (1879), and the Editor of Woods and Forests (1883-1886).
- Presidente de Kew Guild, The Royal Botanic Gardens, Kew, 1913

## Fuente
- (en inglés) Database RU de Parques Históricos y Jardines